# أولف موين
أولف موين (بالنرويجية البوكمول: Ulf Moen)‏ هو لاعب كرة قدم نرويجي في مركز الهجوم، ولد في 6 أبريل 1958. شارك مع منتخب النرويج لكرة القدم. أما مع النوادي، فقد لعب مع نادي أود ونادي برينه.

## وصلات خارجية
- أولف موين على موقع اتحاد النرويج (النرويجية)
- أولف موين على موقع قاعدة بيانات كرة القدم.إي يو (الإنجليزية)
- أولف موين على موقع عالم كرة القدم.نت (الإنجليزية)